# Podmajerz
Podmajerz (niem. Neudörfl, Neudörfl-Maiersdörfl) – część miasta Stary Sącz, położona na południe od centrum miasta, w pobliżu Popradu, w rejonie ulicy Bandurskiego.
Dawniej samodzielna wieś i gmina jednostkowa Neudörfl. Zamieszkiwana przede wszystkim przez ewangelików niemieckich.
11 grudnia 1909, na mocy ustawy Franiczka Józefa z 27 października 1909, gminę Podmajerz włączono do miasta Starego Sącza.